# Anzano di Puglia
Anzano di Puglia (fino al 1931 Anzano degli Irpini) è un comune italiano di 1 068 abitanti della provincia di Foggia in Puglia.

## Geografia fisica
Anzano di Puglia sorge sui monti Dauni a 760 m s.l.m..
Tra tutti i comuni pugliesi, è l'unico situato sul versante tirrenico degli Appennini; vi sorge infatti il torrente Fiumarella, affluente dell'Ufita. Ubicato a ridosso dell'Irpinia, il territorio comunale è attraversato dal tratturo Pescasseroli-Candela.

## Origini del nome
Un'iscrizione lapidea rinvenuta casualmente sul territorio comunale, riporta la denominazione Anxanum.
Alternativamente il toponimo deriverebbe dal nome di persona latino Antius con l'aggiunta del suffisso prediale -anus che indica appartenenza.
Passato dal Principato Ultra alla Capitanata nel 1811, Anzano tornò in provincia di Avellino nel 1861 acquisendo, due anni più tardi, la denominazione di Anzano degli Irpini.
Tuttavia nel 1929 il comune ritornò nuovamente in provincia di Foggia acquisendo, dopo altri due anni, la denominazione definitiva di Anzano di Puglia.

## Storia
Reperti archeologici rinvenuti sul territorio ne attestano la frequentazione fin dall'epoca romana, rendendo così plausibile l'ipotesi secondo cui il borgo sorgesse presso la nota taberna descritta da Orazio nel I secolo a.C. nel suo viaggio da Roma a Brindisi.
Citato per la prima volta nell'879, l'allora casale di Anzano fece parte della Baronia, rimanendo così soggetta ai diritti feudali di Trevico fino al 1797.
Con l'unificazione d'Italia, il comune è parte del mandamento di Accadia nell'ambito del circondario di Ariano, all'interno della provincia di Avellino. Tuttavia il 24 gennaio 1929, con un regio decreto legge emanato da re Vittorio Emanuele III, Anzano degli Irpini (unitamente al vicino comune di Monteleone di Puglia) viene distaccato dalla provincia di Avellino e aggregato alla provincia di Foggia; gli antichi legami amministrativi con l'Irpinia vengono così definitivamente tagliati.
Gravemente danneggiato dal terremoto dell'Irpinia e del Vulture del 1930, il paese venne riedificato quasi per intero assumendo così un aspetto chiaramente moderno. Nel 1939 si provvide infine a rettificare il confine provinciale fra Anzano di Puglia e l'allora frazione Scampitella del comune di Trevico.

### Simboli
Lo stemma e il gonfalone sono stati concessi con decreto del presidente della Repubblica del 30 agosto 2000.
Il gonfalone è un drappo di bianco.

## Società

### Evoluzione demografica
Abitanti censiti

### Lingue e dialetti
Accanto alla lingua italiana, nel territorio di Anzano si parla il dialetto dauno-irpino.

### Religione
Il comune appartiene alla diocesi di Ariano Irpino-Lacedonia.

## Economia
L'agricoltura e la zootecnia costituiscono le basi economiche del borgo. Notevole soprattutto la produzione di formaggi e latticini (in particolare caciocavalli), mentre di interesse turistico è la località Bosco.

## Infrastrutture e trasporti
Anzano di Puglia è attraversata dall'ex strada statale 91 bis Irpina.
Il centro è servito da due aziende di trasporto su gomma: Autoservizi Irpini e Consorzio Trasporti Aziende Pugliesi.

## Amministrazione
| Periodo        | Periodo        | Primo cittadino   | Partito                     | Carica              | Note   |
| -------------- | -------------- | ----------------- | --------------------------- | ------------------- | ------ |
| 8 luglio 1988  | 7 giugno 1993  | Antonio Rossi     | Partito Socialista Italiano | Sindaco             | [ 10 ] |
| 7 giugno 1993  | 28 aprile 1997 | Antonio Rossi     | Partito Socialista Italiano | Sindaco             | [ 10 ] |
| 28 aprile 1997 | 14 maggio 2001 | Antonio Rossi     | lista civica                | Sindaco             | [ 10 ] |
| 14 maggio 2001 | 8 aprile 2006  | Giuseppe Marotta  | centro-destra               | Sindaco             | [ 10 ] |
| 30 maggio 2006 | 10 agosto 2007 | Antonio Rossi     | lista civica                | Sindaco             | [ 10 ] |
| 10 agosto 2007 | 15 aprile 2008 | Giacomo Varanelli |                             | Comm. straordinario | [ 10 ] |
| 15 aprile 2008 | 28 maggio 2013 | Antonio Rossi     | lista civica                | Sindaco             | [ 10 ] |
| 28 maggio 2013 | 10 giugno 2018 | Paolo Lavanga     | lista civica                | Sindaco             | [ 10 ] |
| 10 giugno 2018 | 14 maggio 2023 | Paolo Lavanga     | lista civica                | Sindaco             | [ 10 ] |
| 14 maggio 2023 | in carica      | Paolo Lavanga     | lista civica                | Sindaco             | [ 10 ] |